# Saint-Aubin (Lot-et-Garonne)
Saint-Aubin ist eine französische Gemeinde mit 389 Einwohnern (Stand 1. Januar 2022) im Département Lot-et-Garonne in der Region Nouvelle-Aquitaine (vor 2016 Aquitanien). Sie gehört zum Villeneuve-sur-Lot und zum Kanton Le Haut Agenais Périgord.

## Geographie
Die Gemeinde Saint-Aubin liegt ca. 20 km nordöstlich von Villeneuve-sur-Lot in dessen Einzugsbereich (Aire urbaine) in der historischen Provinz Agenais.
Umgeben wird Saint-Aubin von den fünf Nachbargemeinden:
|                    | Lacaussade                                  |          |
| Savignac-sur-Leyze | Kompassrose, die auf Nachbargemeinden zeigt | Monségur |
| Villeneuve-sur-Lot | Trentels                                    |          |

## Einwohnerentwicklung
Nach Beginn der Aufzeichnungen erreichte die Einwohnerzahl bis zur Mitte des 19. Jahrhunderts einen Stand von rund 700. In der Folgezeit sank die Größe der Gemeinde bei kurzen Erholungsphasen bis zu den 1960er Jahren auf rund 500 Einwohner.
| Jahr      | 1962 | 1968 | 1975 | 1982 | 1990 | 1999 | 2006 | 2011 | 2022 |
| --------- | ---- | ---- | ---- | ---- | ---- | ---- | ---- | ---- | ---- |
| Einwohner | 479  | 453  | 421  | 441  | 424  | 419  | 424  | 432  | 389  |

## Sehenswürdigkeiten

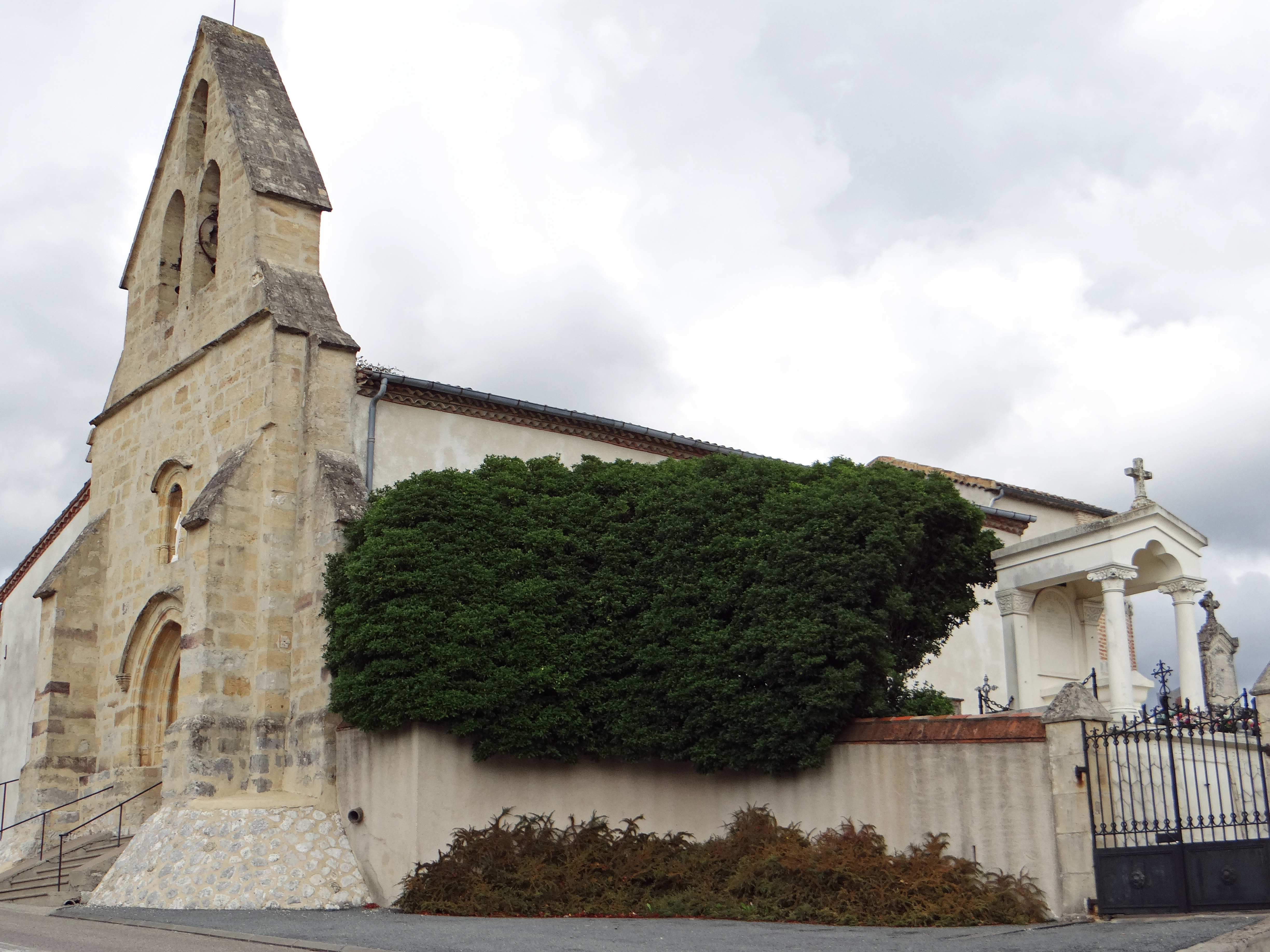
Kirche Saint-Aubin
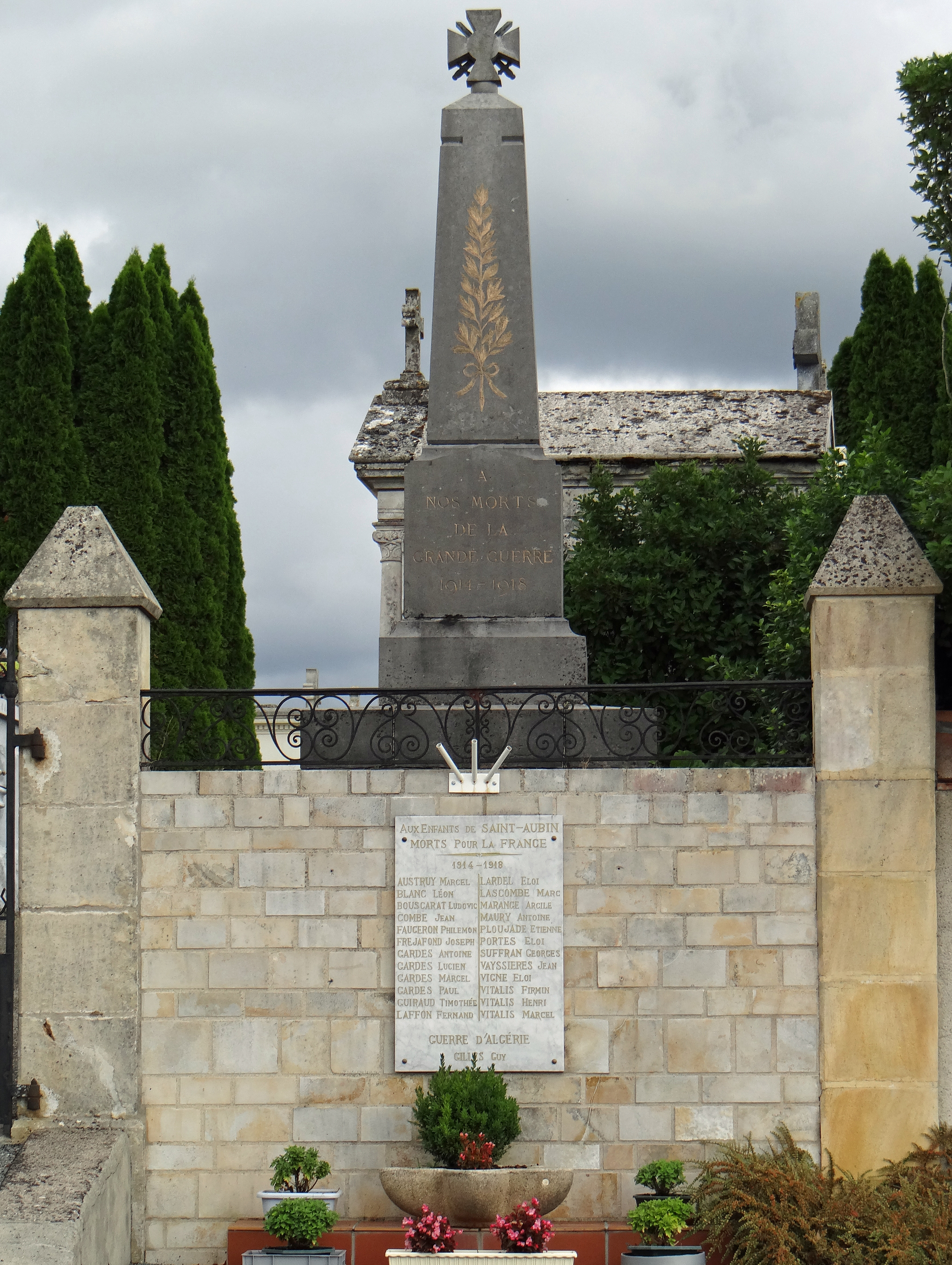
Kirche Saint-Pierre

- Kirche Saint-Aubin
- Gefallenendenkmal